# Sunday (cantora sul-coreana)
Jin Bo-ra (em coreano:진보라), nascida em 12 de Janeiro de 1987, conhecida pelo seu nome artístico Sunday, é uma cantora, dançarina e atriz. Ela debutou em 2004 como solista no Japão é mais tarde no grupo The Grace.

## Carreira
Sunday  tornou-se membro do grupo feminino sul-coreano The Grace em 2005. O grupo estreou oficialmente em 29 de abril de 2005 na China e em 1 de maio de 2005 na Coreia do Sul. A partir de 2010, o grupo quebrar hiato indefinido.
Em julho de 2011, domingo, juntamente com o membro do The Grace Dana subgrupo formado chamado Dana & Sunday lançando a canção "One More Chance" (나 좀 봐줘) em 11 de julho do mesmo ano.
Depois de um hiato de cinco anos de música, domingo retornou com o single digital "Still", uma colaboração com Kim Tae-hyun de DickPunks, em 11 de novembro de 2016 como parte do projeto da SM Entertainment Estação SM.